# کرتاسه پیشین
| سامانه  | ردیف    | اشکوب      | سن (میلیون سال) |
| ------- | ------- | ---------- | --------------- |
| پالئوژن | پالئوسن | دانین      | → پس از آن      |
| کرتاسه  | پسین    | ماستریختین | ۶۶–۷۲,۱         |
| کرتاسه  | پسین    | کامپانین   | ۷۲,۱–۸۳,۶       |
| کرتاسه  | پسین    | سانتونین   | ۸۳,۶–۸۶,۳       |
| کرتاسه  | پسین    | کنیاسین    | ۸۶,۳–۸۹,۸       |
| کرتاسه  | پسین    | تورونین    | ۸۹,۸–۹۳,۹       |
| کرتاسه  | پسین    | سنومانین   | ۹۳,۹–۱۰۰,۵      |
| کرتاسه  | پیشین   | آلبین      | ۱۰۰,۵–~۱۱۳      |
| کرتاسه  | پیشین   | آپتین      | ~۱۱۳–~۱۲۵       |
| کرتاسه  | پیشین   | بارمین     | ~۱۲۵–~۱۲۹,۴     |
| کرتاسه  | پیشین   | هاتریوین   | ~۱۲۹,۴–~۱۳۲,۹   |
| کرتاسه  | پیشین   | والانجینین | ~۱۳۲,۹–~۱۳۹,۸   |
| کرتاسه  | پیشین   | بریاسین    | ~۱۳۹,۸–~۱۴۵     |
| ژوراسیک | پسین    | تیتونین    | → پیش از آن     |

کرتاسه پیشین یا گِل‌سفیدی پیشین (انگلیسی: Early Cretaceous)  (نام زمین‌گاه‌شناختی) یا کرتاسه زیرین (انگلیسی: Lower Cretaceous) (نام گاه‌چینه‌شناختی) به دوره نخست و پایینی از دو بخش کرتاسه گفته می‌شود که معمولاً بین ۱۴۰ تا ۱۰۰ میلیون سال پیش را در بر می‌گیرد.
در طول این زمان گونه‌های جدیدی از دایناسورها مانند سیتاکوسور، تیغه‌پشتان، تیزدندان‌خزندگان و تهی‌دم‌خزندگان پدیدار شدند و گونه‌های باقی‌مانده از ژوراسیک پسین به حیات خود ادامه دادند.
در دریاها شمار ماهی‌خزنده‌سانان کاهش یافته و سرانجام در آغار کرتاسه پسین از بین رفتند. گیاهان گلدار نیز برای نخستین بار در کرتاسه پیشین پدیدار گشتند.